# Kryptologen-Denkmal

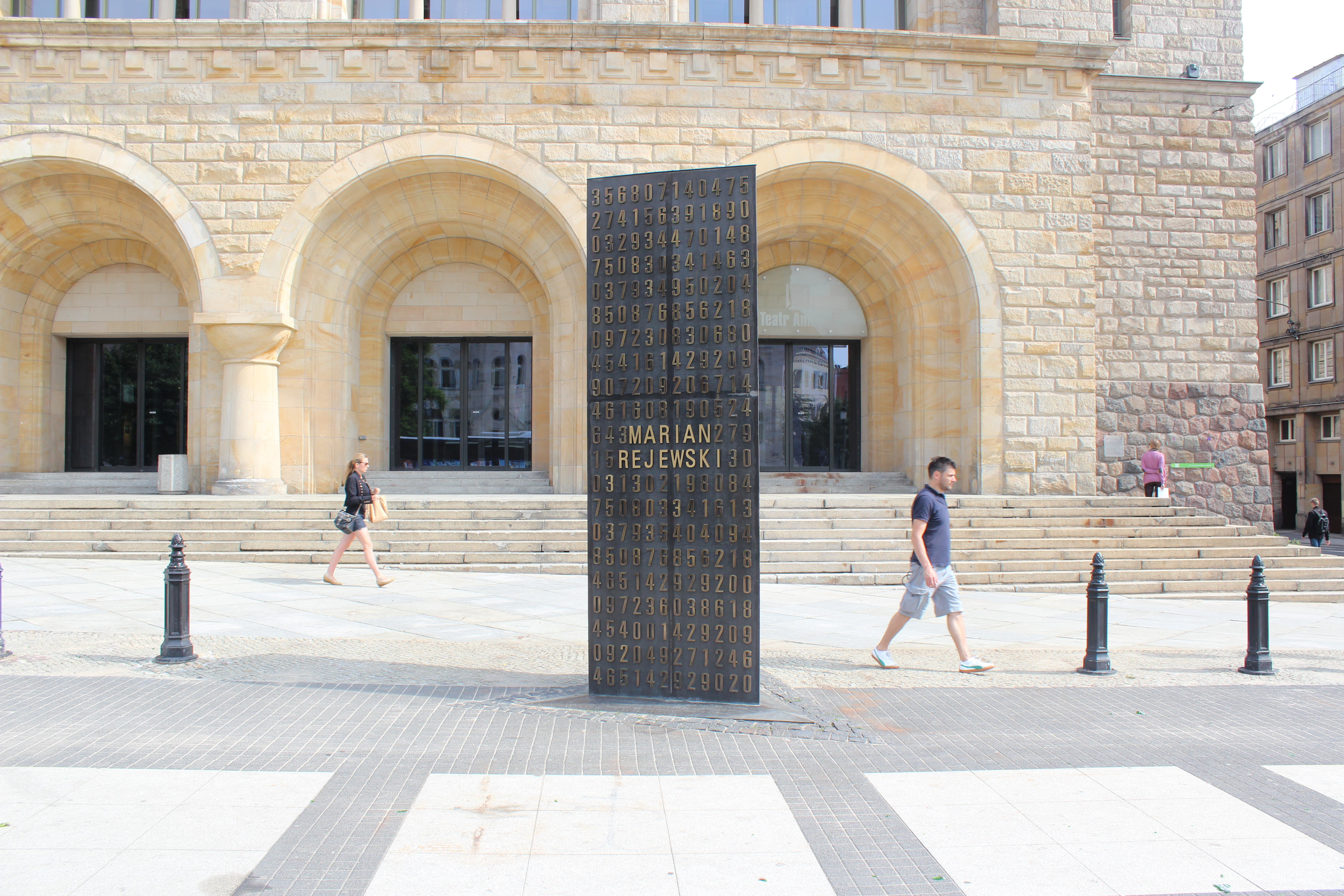
Das Kryptologen-Denkmal vor dem Eingang zum Westflügel des Posener Residenzschlosses (2014)

Das Kryptologen-Denkmal (im polnischen Original: Pomnik kryptologów) wurde zu Ehren der drei polnischen Kryptoanalytiker Marian Rejewski (1905–1980), Jerzy Różycki (1909–1942) und Henryk Zygalski (1908–1978) sowie ihrer Leistung beim Bruch der deutschen Rotor-Schlüsselmaschine Enigma errichtet. Es steht vor dem Residenzschloss in Posen und wurde im Jahr 2007 zum 75-jährigen Jubiläum der ersten Entzifferung der Enigma enthüllt.
Nur wenige Meter daneben befindet sich das Chiffrenzentrum Enigma, ein öffentliches Museum zum Thema Kryptanalyse der Enigma, das im Jahr 2021 eröffnet wurde.

## Gestaltung

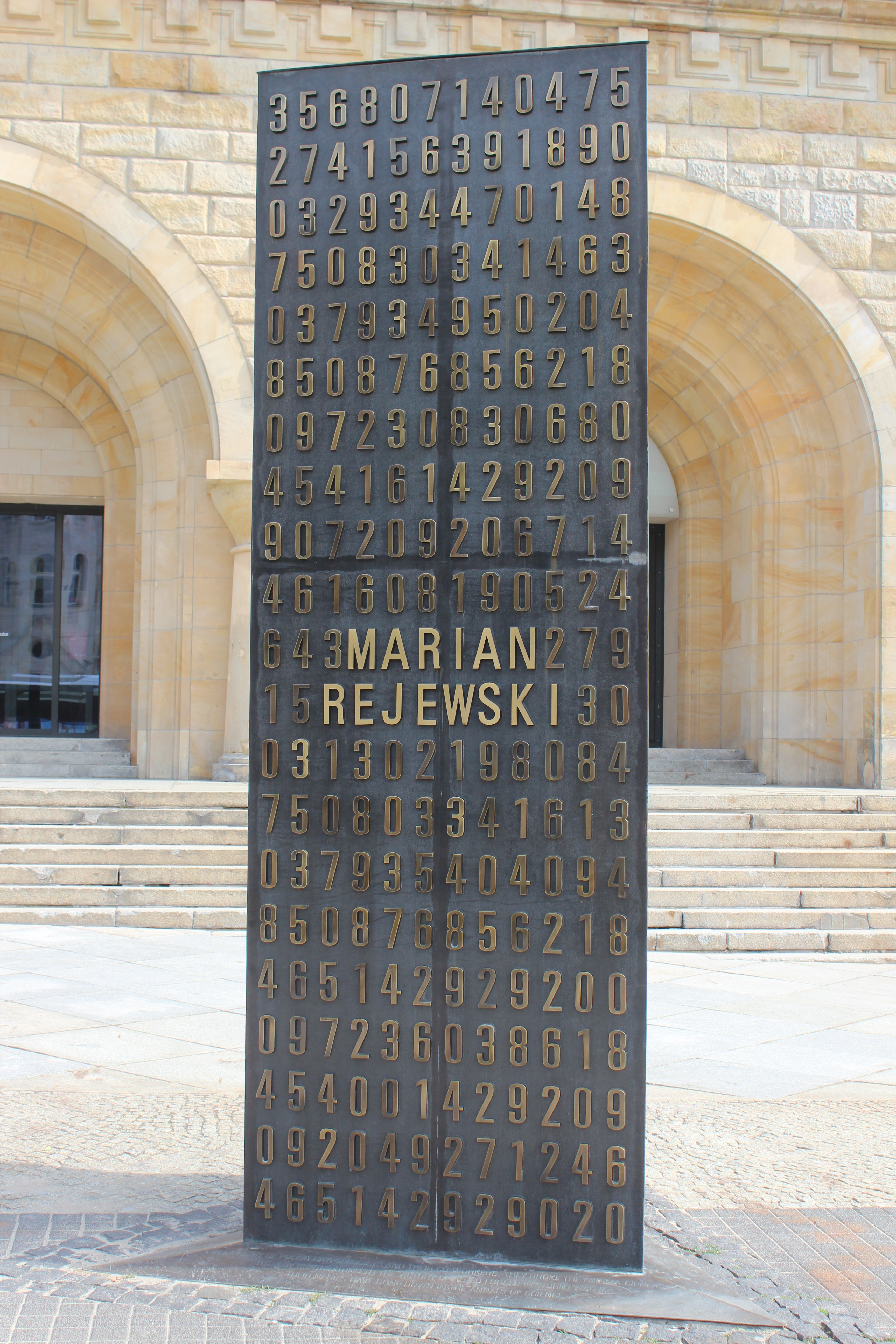
Eine Seite des Denkmals in Großaufnahme (2014)

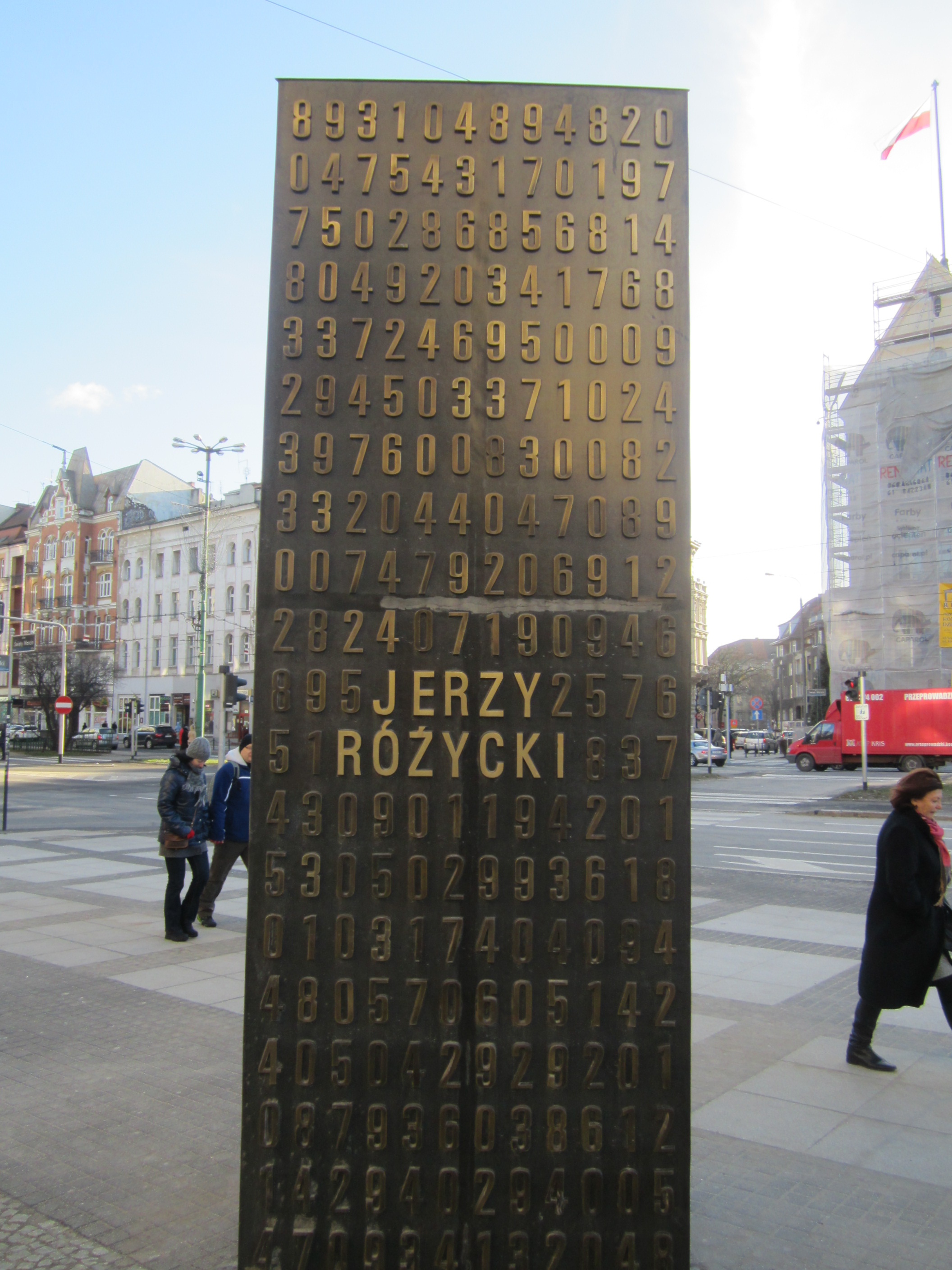
Eine andere Seite des Denkmals (2012)

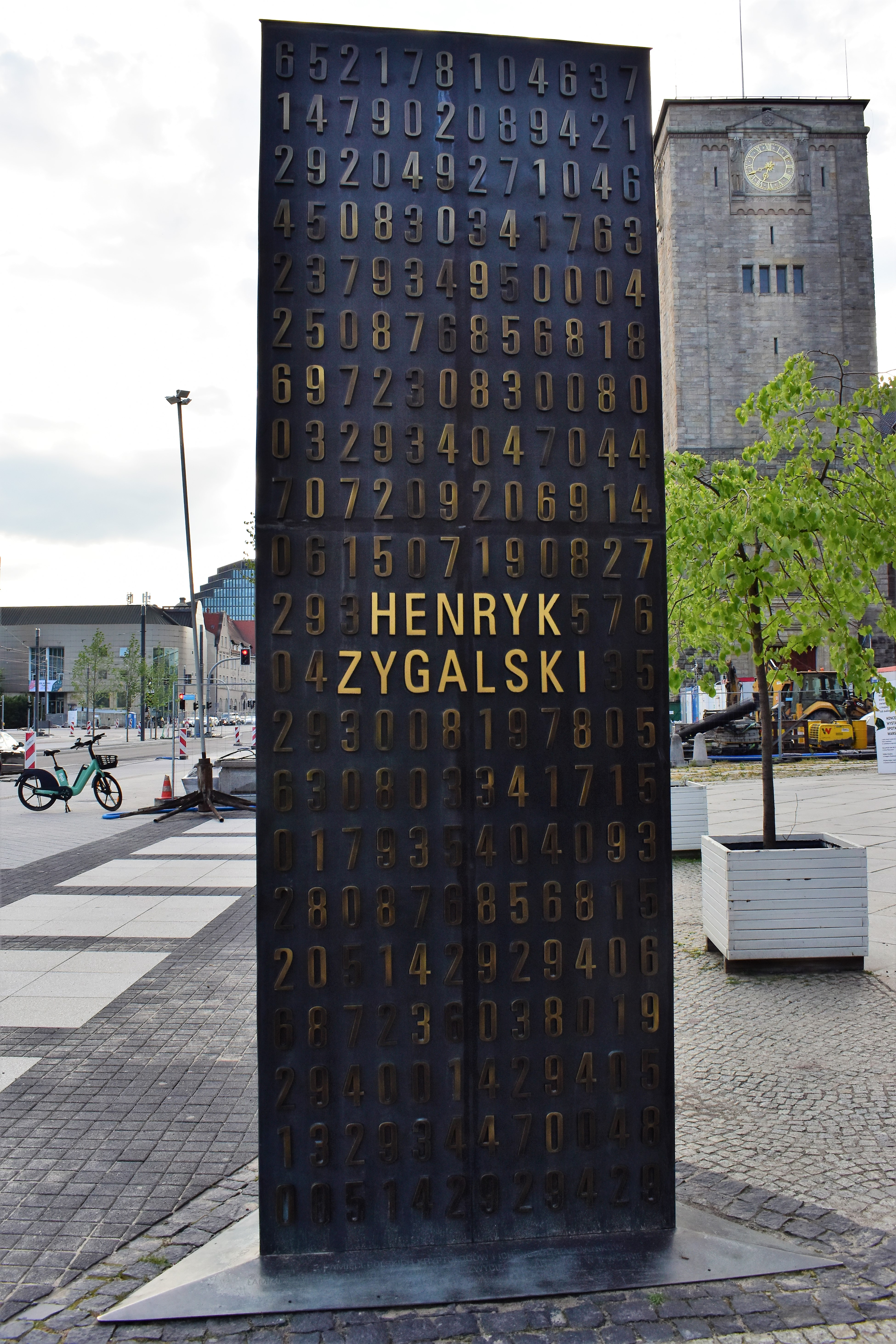
Die dritte Seite (2023)

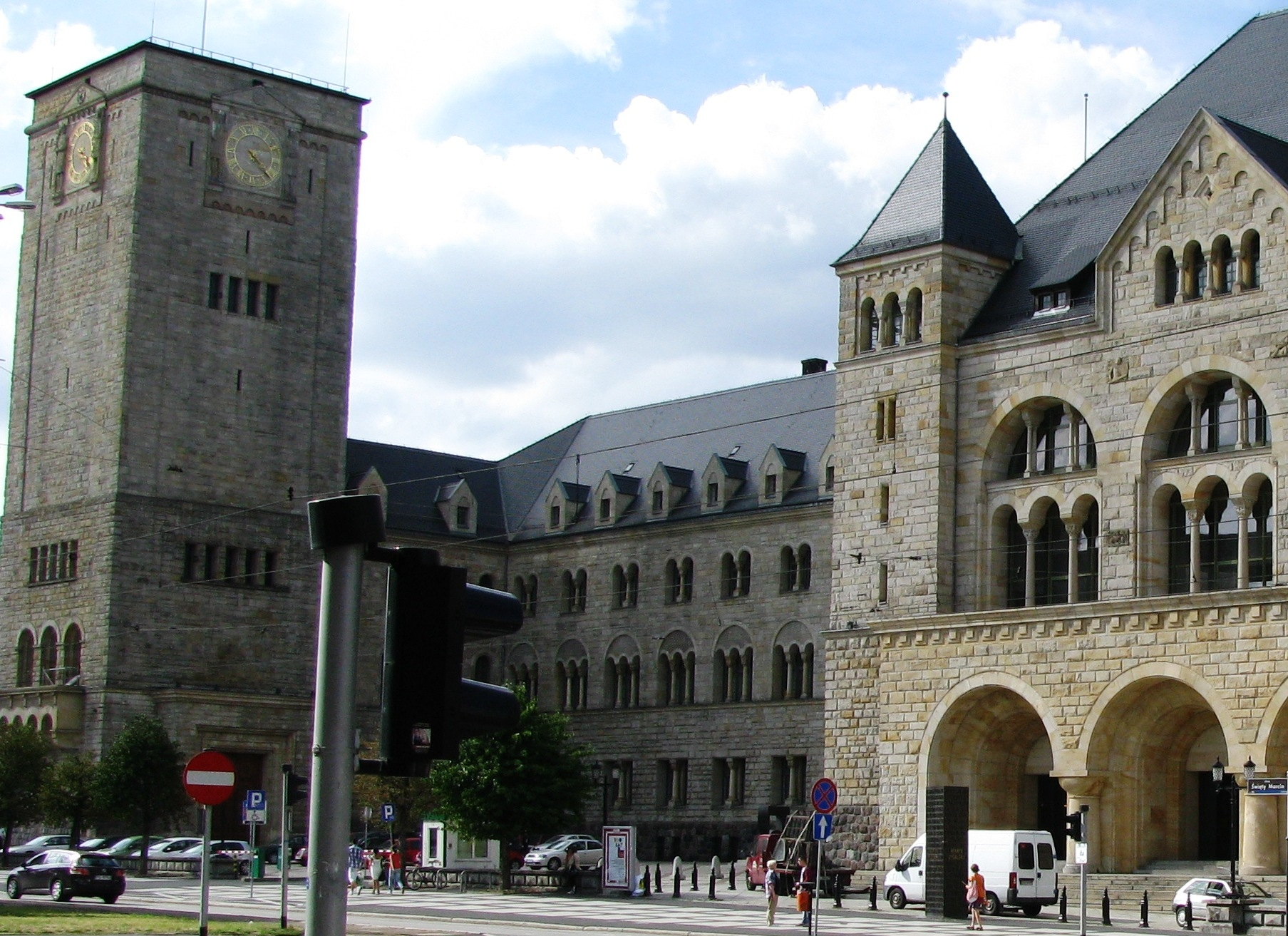
Das Kryptologen-Denkmal (rechts unten im Bild) vor dem Schloss (2010)

Das Denkmal steht in der Posener Ulica Święty Marcin (deutsch Sankt-Martin-Straße) unmittelbar vor dem Haupteingang des Westflügels des Residenzschlosses (poln. Zamek Cesarski, wörtlich übersetzt: „Kaiserschloss“ zur Unterscheidung zum deutlich älteren Posener Königsschloss). Es handelt sich um eine Stele in Form eines geraden dreiseitigen Prismas mit gleichseitig-dreieckiger Grundfläche. Die Seitenflächen sind 1,20 m breit und 3,10 m hoch und bestehen aus Bronze. Sie sind mit zufällig erscheinenden Ziffernfolgen beschriftet. Jede Seitenfläche zeigt 21 Zeilen zu je zwölf Ziffern, scheinbar ohne jede Bedeutung. In der Mitte jeder Seitenfläche jedoch stehen Buchstaben, die sich deutlich aus dem Zahlenmeer abheben. Sie springen dem Betrachter sozusagen ins Auge.
Dabei handelt es sich um die in Versalien geschriebenen Namen der drei polnischen Kryptoanalytiker, denen bereits im Jahr 1932 der erste erfolgreiche Bruch der deutschen Schlüsselmaschine Enigma gelang:
```
 MARIAN    JERZY    HENRYK

REJEWSKI  RÓŻYCKI  ZYGALSKI
```

Das Denkmal entstand auf Initiative der Poznańskie Towarzystwo Przyjaciół Nauk (deutsch Posener Gesellschaft der Freunde der Wissenschaften), kurz PTPN, einer renommierten Vereinigung von Wissenschaftlern aus ganz Polen, vor allem aber von Mitarbeitern der Posener Hochschulen. Nachdem die Initiatoren die Schirmherrschaft des polnischen Staatspräsidenten Aleksander Kwaśniewski für das geplante Projekt erhalten hatten, schrieb die PTPN im Jahr 2003 einen offenen Wettbewerb zur Gestaltung des geplanten Denkmals aus. Aus den 24 eingereichten Vorschlägen wählte die Jury einstimmig den Entwurf von Grażyna Bielska-Kozakiewicz und Mariusz Krzysztof Kozakiewicz aus.
Als Aufstellort entschied man sich schnell für den Platz vor dem Residenzschloss. Es wurde als einer der letzten großen Schlossbauten Europas im Auftrag des deutschen Kaisers Wilhelm II. in den Jahren von 1905 bis 1913 im neoromanischen Stil erbaut. Nach dem Ersten Weltkrieg und der Wiedergründung Polens nutzte die Posener Universität einen Teil der Räumlichkeiten. Hier fand im Jahr 1929 ein vom polnischen Biuro Szyfrów (BS) (deutsch Chiffrenbüro) veranstalteter, damals geheimer und heute legendärer Kursus über Kryptologie in den Räumen der mathematischen Fakultät statt, an dem die drei jungen Studenten Rejewski, Różycki und Zygalski besonders erfolgreich teilnahmen. Dieser Ort symbolisiert somit in besonderer Weise die räumliche Nähe der drei zu ehrenden und ihrer frühen Wirkungsstätte in Posen.
Die feierliche Zeremonie zur Enthüllung des Denkmals fand am 10. November 2007 in Anwesenheit der Tochter von Marian Rejewski, Janina Sylwestrzak, dem Sohn von Jerzy Różycki, Jan Janusz Różycki, und zwei Verwandten von Henryk Zygalski, Maria Bryschak und Anna Zygalska-Cannon, statt. Anwesend waren ferner weitere Verwandte der drei Codeknacker, sowie ehemalige Vorgesetzte und Kollegen aus ihren Wirkungsstätten, dem BS in Warschau sowie dem „PC Bruno“ und „Cadix“ im späteren französischen Exil.

## Hintergrund

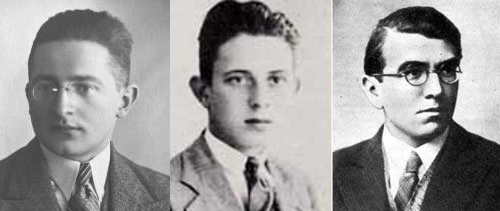
Die drei jungen polnischen Kryptoanalytiker
Rejewski, Różycki und Zygalski (ca. 1928–1932)

Nach Erfindung der Enigma im Jahr 1918 durch den Deutschen Arthur Scherbius wurde ab Mitte der 1920er-Jahre von der Reichswehr der Weimarer Republik zunächst versuchsweise und ab 1930 zunehmend regulär diese damals innovative Art der maschinellen Verschlüsselung eingesetzt. Deutschlands Nachbarn, vor allem Frankreich, Großbritannien und Polen verfolgten dies mit Argwohn, insbesondere als 1933 die nationalsozialistische Herrschaft begann und im Zuge der Aufrüstung der Wehrmacht sich diese Schlüsselmaschine als Standardverfahren etablierte. Während es Franzosen und Briten nicht gelang, in die Verschlüsselung einzubrechen und sie die Enigma als „unknackbar“ einstuften, glückte dem damals 27-jährigen Rejewski bei seiner Arbeit in dem für Deutschland zuständigen Referat BS4 des polnischen BS, bereits im Jahre 1932 der erste Einbruch. Dazu nutzte er zusammen mit seinen Kollegen Różycki und Zygalski einen schwerwiegenden verfahrenstechnischen Fehler aus, der den Deutschen unterlaufen war.
Um eine sichere Übertragung zu gewährleisten, wurde zu dieser Zeit der vom befugten Empfänger einer Nachricht zur Entschlüsselung benötigte Spruchschlüssel (siehe auch: Enigma-Funkspruch) noch zweimal hintereinander gestellt und verschlüsselt an den Anfang einer Nachricht geschrieben („Spruchschlüsselverdopplung“). Somit war der erste und vierte, der zweite und fünfte sowie der dritte und sechste Geheimtextbuchstabe jeweils demselben Klartextbuchstaben zuzuordnen. Mithilfe zweier speziell zu diesem Zweck gebauter Maschinen, genannt Zyklometer und Bomba, die zwei beziehungsweise dreimal zwei hintereinander geschaltete und um jeweils drei Drehpositionen versetzte Enigma-Maschinen verkörperten, konnten die polnischen Kryptoanalytiker für jede der sechs möglichen Walzenlagen feststellen, bei welchen Walzenstellungen die beobachtete Zuordnung der Buchstabenpaare möglich war und so den Suchraum erheblich einengen. Nach Analyse mehrerer Funksprüche war der korrekte Spruchschlüssel gefunden.
Kurz vor Beginn des Zweiten Weltkrieges, am 26. und 27. Juli 1939, wurden die gesamten Erkenntnisse über die Enigma beim Geheimtreffen von Pyry, etwa 20 km südöstlich von Warschau im Kabaty-Wald von Pyry, von den polnischen Codeknackern an den britischen und französischen Geheimdienst übergeben.
Für die britischen Codebreakers waren die vielfältigen Hilfestellungen und der Anschub, den sie durch ihre polnischen Verbündeten erfuhren, ohne Zweifel äußerst wertvoll, möglicherweise sogar entscheidend, um überhaupt erst „aus den Startlöchern zu kommen“. Insbesondere die Kenntnis über die Verdrahtungen der Enigma-Walzen und die Funktionsweise und den Aufbau der Bomba war für die Briten extrem wichtig und hilfreich. Der englische Mathematiker und Kryptoanalytiker Gordon Welchman, der einer der führenden Köpfe der britischen Codeknacker in Bletchley Park war, würdigte die polnischen Beiträge und Hilfestellungen ausdrücklich, indem er schrieb: „...had they not done so, British breaking of the Enigma might well have failed to get off the ground.“ (deutsch: „...hätten sie [die Polen] nicht so gehandelt, wäre der britische Bruch der Enigma möglicherweise überhaupt nicht aus den Startlöchern herausgekommen.“)